# Kucharze historii
Kucharze historii (słow. Ako sa varia dejiny) – czesko-austriacko-fińsko-słowacki film dokumentalny w reżyserii Pétera Kerekesa z 2009 roku.
Film wyreżyserował słowacki reżyser i syn kucharza – Péter Kerekes. Obraz konfliktów zbrojnych XX wieku, widzianych z perspektywy kucharzy wojskowych. O doświadczeniach żywienia żołnierzy na froncie opowiadają przedstawiciele obu stron konfliktu. Opowieści sięgają czasów II wojny światowej w relacjach kucharzy niemieckich, radzieckich i żydowskich, aż po wojnę w Afganistanie i wojnę w Jugosławii, o której opowiadają kucharze serbscy i chorwaccy. Poszczególne sekwencje filmu rozdziela obraz helikoptera, przewożącego kuchnię polową oraz „przepisy”, podające liczbę składników niezbędnych dla przygotowania określonego posiłku dla całej armii.

## Nagrody
W 2009 film nominowano do Europejskich Nagród Filmowych w kategorii najlepszy film dokumentalny, a na Festiwalu Filmowym w Lipsku uzyskał nagrodę FIPRESCI. W 2010 został uznany najlepszym filmem dokumentalnym na Międzynarodowym Festiwalu Filmowym w Sofii.